# Thamugadi (stolica tytularna)

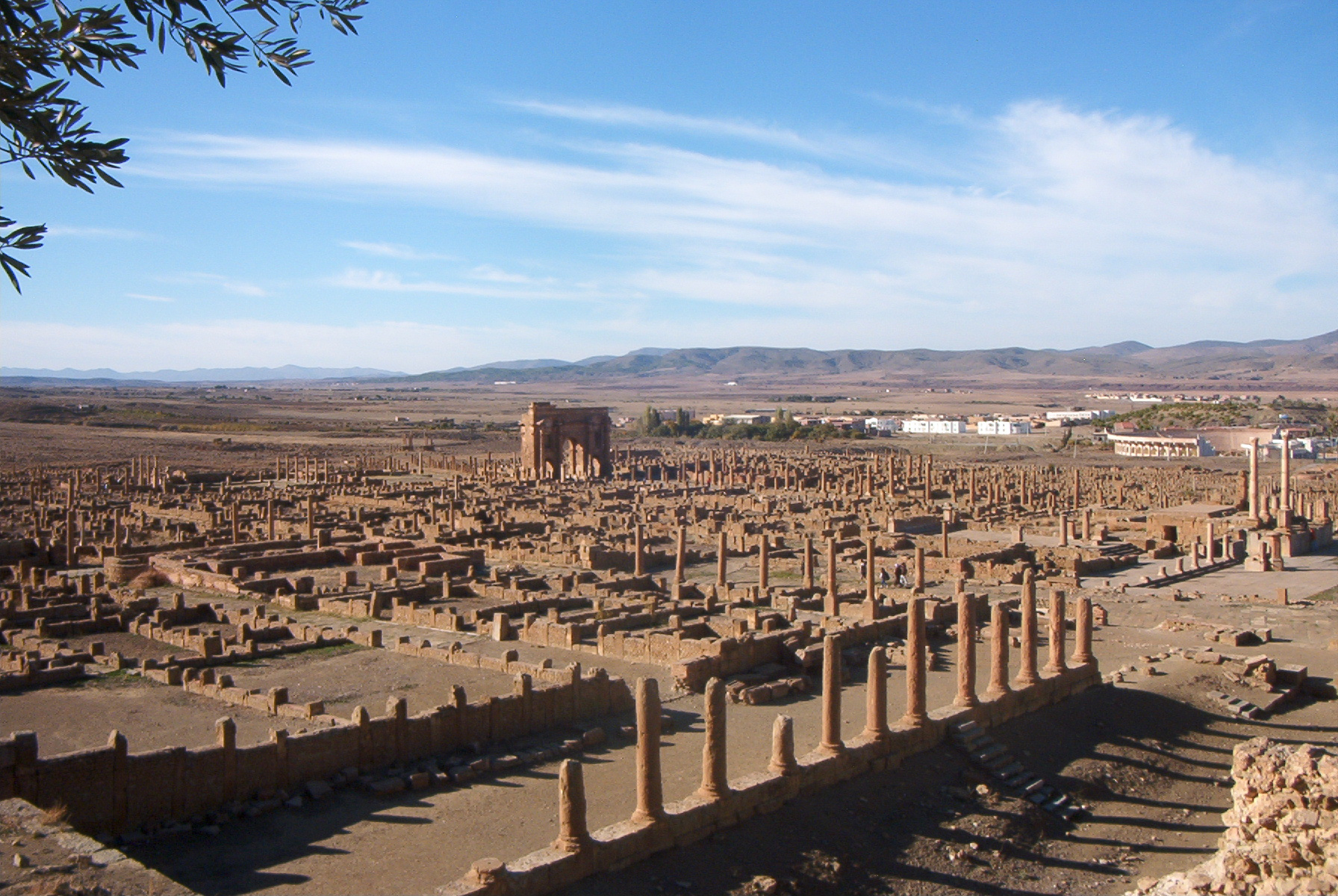
Ruiny dawnego miasta Thamugadi

Thamugadi (łac. Diocesis Thamugadensis) – stolica historycznej diecezji z siedzibą w starożytnym mieście Timgad w Cesarstwie rzymskim w prowincji Numidia. Zlikwidowana w VII w. podczas ekspansji islamskiej, współcześnie w północnej Algierii. Obecnie katolickie biskupstwo tytularne. 

## Biskupi tytularni
| Lp. | Biskup                   | Funkcja                                      | Od                | Do                |
| --- | ------------------------ | -------------------------------------------- | ----------------- | ----------------- |
| 1   | Román Acevedo Rojas      | biskup pomocniczy Morelii (Meksyk)           | 29 listopada 1967 | 29 maja 1994      |
| 2   | Patrick Zurek            | biskup pomocniczy San Antonio (USA)          | 5 stycznia 1998   | 3 stycznia 2008   |
| 3   | Enrique Sánchez Martínez | biskup pomocniczy Durango (Meksyk)           | 21 lipca 2008     | 16 listopada 2015 |
| 4   | Pedro Collar Noguera     | biskup pomocniczy Ciudad del Este (Paragwaj) | 23 kwietnia 2016  | 16 lutego 2017    |
| 5   | Ken Howell               | biskup pomocniczy Brisbane (Australia)       | 28 marca 2017     | 24 maja 2023      |